# Belogradčik
Belogradčik (búlgaro: Белоградчик) é uma cidade da Bulgária, localizada no distrito de Vidin. A sua população era de 5.334 habitantes segundo o censo de 2010.

## População
| Belogradčik | Belogradčik | Belogradčik | Belogradčik | Belogradčik | Belogradčik | Belogradčik | Belogradčik | Belogradčik | Belogradčik | Belogradčik | Belogradčik | Belogradčik | Belogradčik | Belogradčik | Belogradčik | Belogradčik | Belogradčik | Belogradčik | Belogradčik |
| --- | ----------- | ----------- | ----------- | ----------- | ----------- | ----------- | ----------- | ----------- | ----------- | ----------- | ----------- | ----------- | ----------- | ----------- | ----------- | ----------- | ----------- | ----------- | ----------- |
| Ano | 1887        | 1910        | 1934        | 1946        | 1956        | 1965        | 1975        | 1985        | 1992        | 2001        | 2002        | 2003        | 2004        | 2005        | 2006        | 2007        | 2008        | 2009        | 2010        |
| População |             |             |             | 2,192       | 3,444       | 5,178       | 6,898       | 7,256       | 6,635       | 5,816       | 5,838       | 5,774       | 5,684       | 5,639       | 5,542       | 5,519       | 5,415       | 5,399       | 5,334       |
| Fontes: Instituto Nacional de Estatísticas, „citypopulation.de“, „pop-stat.mashke.org“, Bulgarian Academy of Sciences |             |             |             |             |             |             |             |             |             |             |             |             |             |             |             |             |             |             |             |